# Studient
„Studient” (ros. Бронепоезд „Студент”) – lekki pociąg pancerny Białych podczas wojny domowej w Rosji.
Został utworzony 24 września 1919 w Kijowie jako Pomocniczy Pociąg Nr 7. Podporządkowano go 2 Batalionowi Kolejowemu. Od pocz. października nosił nazwę „Żelbat-1”. W lutym 1920 przemianowano go na „Studient”. Załogę pociągu stanowiło 6 oficerów i 60 żołnierzy pod dowództwem por. Szimkiewicza. Składał się z platformy kolejowej z 1 działem i platformy kolejowej z 7 karabinami maszynowymi. Uczestniczył w walkach od października 1919 r. na linii kolejowej Czernihów – Icznia. 12 grudnia na stacji kolejowej Juzowo został zdobyta na bolszewikach odremontowana platforma kolejowa, należąca wcześniej do pociągu pancernego „Sława Oficeru”. 24 lutego 1920 r. podczas odwrotu wojsk Białych w kierunku Krymu pociąg został wysadzony w powietrze przed mostem przez rzekę Siwasz. Jedną platformę i załogę przekazano pociągowi pancernemu „Sława Kubaniowi”.